# Lone Star (film 1916)
Lone Star è un film muto del 1916 diretto da Edward Sloman.

## Trama
Disgustato dai metodi arcaici della medicina indiana, Lone Star parte per l'Est dove vuole studiare per diventare medico. Lì, si innamora di Helen Mattes, una giovane dell'alta società che ha lasciato il suo mondo per dedicarsi alla cura dei malati, diventando infermiera. Il padre di Helen, però, non è felice del matrimonio tra i due giovani. Quando Helen resta gravemente ferita nella caduta di uno degli ascensori di scarsa qualità costruiti dal padre, Lone Star affronta una difficile operazione riuscendo a salvarla e dimostrando a Mattes come lui sbagli nel considerarlo inferiore. Lone Star, però, si rende conto che se la medicina dell'uomo bianco può essere usata nel mondo degli indiani, una donna bianca invece sarebbe sempre fuori posto: così, alla fine, torna tra la sua gente senza di lei.

## Produzione
Il film fu prodotto dall'American Film Company, una compagnia attiva dal 1913 al 1923 che produsse in dieci anni 160 film.
Venne girato in interni ai Flying A Studios di Santa Barbara, in California.

## Distribuzione
Distribuito dalla Mutual, il film uscì nelle sale cinematografiche USA il 23 novembre 1916.